# Замыцкий, Василий Афанасьевич
Василий Афанасьевич Замыцкий — дворянин и воевода Русского царства.

## Биография
В 1639 году Василий Замыцкий присутствовал при встрече персидского посла за рекой Яузой.
В 1646 году он, числясь дворянином, дневал и ночевал на государевом дворе.
В 1654—1655 гг. В. А. Замыцкий состоял воеводой на Белоозере.
Во время Тринадцатилетней войны с Польшей с Речью Посполитой (за контроль над западнорусскими землями) приходилось заботиться о сборе и отсылке разных припасов: 23 февраля 1655 года патриарх московский Никон прислал Замыцкому грамоту об отправке под Смоленск из Ферапонтова монастыря хлебных запасов (одной половины по зимнему, а другой по летнему пути). В июне и в сентябре того же года Василий Афанасьевич Замыцкий уведомлял патриарха о сборе лошадей с белозерских монастырских и церковных земель для отправки к городу Смоленску, а также о хлебном и денежном сборе с белозерских вотчинных и поместных земель.
Требовались люди не только для войны, но и для выполнения разных временных служб при царском дворе: эту повинность могли нести отставные помещики и вотчинники, и В. А. Замыцкий выслал в Москву для встречи шведских послов как коренных жителей Белозерского уезда, так и испомещенных в нём дворян московских и других городов.